# Robert Rousselle
Robert Rousselle (1898-1944) est un homme politique et résistant français.

## Vie politique
Désigné le 3 mai 1944 par le Comité français de la Libération nationale (CFLN) pour « exercer, à titre provisoire, les fonctions de préfet du département de la Meuse ».

## Arrestation
Arrêté par la Gestapo le 14 juillet 1944, déporté en Allemagne, il meurt à Mauthausen, au Kommando d'Ebensee, le 29 décembre 1944.

## Décorations
- Médaille de la Résistance française avec rosette (décret du 16 juin 1946)